# Gare d’Hatrize
Gare d’Hatrize vasútállomás Franciaországban, Hatrize településen.

## Vasútvonalak
Az állomást az alábbi vasútvonalak érintik:
- Saint-Hilaire-au-Temple-Hagondange-vasútvonal

## Kapcsolódó állomások
A vasútállomáshoz az alábbi állomások vannak a legközelebb:
- Gare de Conflans - Jarny
- Gare de Valleroy - Moineville